# Bocaina do Sul
Bocaina do Sul es un municipio brasileño del estado de Santa Catarina. Tiene una población estimada al 2021 de 3 501 habitantes.
Ubicado en la meseta serrana, se encuentra a 160 km de Florianópolis y a 50 km de Lages.

## Historia
Habitada por los tupí guaranís antes de ser colonizada. Uno de los primeros colonos fue Martinho Bugreiro.
Se formó como distrito de Lages en 1920 bajo el nombre de Rio Bonito. En 1929, cambió su nombre a Bocaina. En 1943, adoptó el nombre de Bocaina do Sul. Fue elevado a municipio el 16 de julio de 1994.